# Goodnight, Irene
«Goodnight, Irene» (в переводе с англ. — «Спокойной ночи, Айрин») — американская народная песня XX века, считающаяся фолк-стандартом. Первая её запись, сделанная блюзменом Ледбелли в 1932 году для коллекционера Джона Ломакса, хранится в Библиотеке Конгресса США.

## История песни
В годы, когда Ледбелли записал песню, предполагалось, что он — её автор. Во всяком случае, именно благодаря ей блюзмен был во второй раз освобождён из тюрьмы губернатором Луизианы Алленом по ходатайству коллекционера Джона Ломакса.
Позже выяснилось, что песня — народная, и известна очень давно. Её пел, в частности, Гасси Л. Дэвис (англ. Gussie L. Davis) в 1889 году; Ледбелли же впервые услышал «Спокойной ночи, Айрин» от своего дяди.

## Текст песни
Существуют различные версии текста. В самой известной из них, принадлежащей The Weavers (1949 году), первый куплет рассказывает о разрыве героя с девушкой, судя по всему, недавно вышедшей за него замуж. Второй куплет рассказывает о тяжелых чувствах бывшей жены, которая подумывает о самоубийстве. Строка: «Sometimes I take a great notion to jump in the river and drown», осталась в истории благодаря роману Кена Кизи «Порою блажь великая» (1964). Песня завершается призывом (обращённым, по-видимому, к её герою) забыть о распутном образе жизни и вернуться домой, к семье.

## Версии
Самая известная версия песни «Goodnight, Irene», записанная The Weavers, 30 июня 1950 года вошла в списки Billboard Best-sellers, поднялась в августе того же года до первого места и провела на вершине хит-парада 13 недель.
Спустя лишь месяц после релиза The Weavers песню записал Фрэнк Синатра: сингл 9 недель находился в списках музыкальных бестселлеров журнала «Биллборд», поднявшись до #12.
Позже в том же году Эрнест Табб и Ред Фоли со своей версией возглавили кантри-чарты того же журнала.. Свои версии выпустили также Деннис Дэй и Джо Стаффорд: они поднялись до #22 и #26 соответственно.
В списках журнала Cash Box (где позиция релиза определялась суммарными достижениями всех его версий), песня поднялась до #1 2 сентября 1950 года и удерживала наивысшую позицию 10 недель.
В числе других исполнителей песни — The Kingston Trio (Once upon a Time LP), Джон Себастиан (Cheapo-Cheapo Productions Presents Real Live John Sebastian LP), Джеймс Букер (Junco Partner LP), Dr. John (Goin' Back to New Orleans LP), Meat Puppets (Raw Meat EP), Келли Джо Фелпс (Shine Eyed Mister Zen LP), Том Уэйтс (Orphans: Brawlers, Bawlers & Bastards LP), Морин Такер, Джерри Рид, Гордон Дженкинс, Джерри Ли Льюис, Джонни Кэш, Джекки Грин, Рай Кудер, Билл Фризелл, Алекс Харви, Мишель Шокд, Брайан Ферри, Half Man Half Biscuit, Литтл Ричард, Кевин Айерс, Пит Сигер, The Irish Rovers, The Chieftains, Les Paul & Mary Ford, Peter, Paul & Mary, Mississippi John Hurt, Боб Хоуп, Нат Кинг Коул,  Одетта, Карл Перкинс, Биг Билл Брунзи, Лонни Донеган, Роберт Джонсон, Чет Эткинс, Mantovani, Леон Расселл, Брайан Уилсон, Джим Ривз, Джимми Баффетт, Shivaree, Grateful Dead, The Pogues и Кёрсти Макколл, Митч Миллер, Хью Лори
Песня также приобрела известность как футбольный чант фанатов клуба Бристоль Роверс (Bristol Rovers FC).